# Jean-Honoré Fragonard
Jean-Honoré Fragonard (Grasse, 5 de abril de 1732 – Paris, 22 de agosto de 1806) foi um pintor francês, cujo estilo Rococó foi distinguido por sua notável facilidade, exuberância e hedonismo. Um dos mais atores artistas ativos nas últimas décadas do Antigo Regime, Fragonard produziu mais de 10 000 pinturas (sem contar desenhos e águas-fortes), das quais apenas 2 são datadas. Entre suas obras mais populares estão as pinturas de gênero, que transmitem uma atmosfera mais íntima.

## Biografia
Nasceu em Grasse, Alpes-Maritimesna, França, filho de um luveiro. Quando enviado à Paris por seu pai, demonstrou ali talento e interesse pela arte, conhecendo François Boucher. Boucher reconheceu os dotes do jovem, mas decidiu não gastar seu tempo no desenvolvimento da formação dele, enviando-o à ateliê de Jean-Baptiste-Siméon Chardin. Fragonard estudou durante seis meses sob a tutela do grande iluminista e, em seguida, retornou mais preparado para Boucher, cujo estilo ele logo adquiriu tão completo que o comandante confiou-lhe a execução de réplicas de suas pinturas.
Depois, transferiu-se para Roma (1756), onde se empolgou com a obra de Giovanni Battista Tiepolo. Protegido do abade e amante das artes Richard de Saint-Non, viajaram pela Itália pesquisando as obras dos grandes mestres até que ambos fixaram residência em Paris (1761). Sua consagração veio com a apresentação no Salão de Paris (1765) com o enorme quadro de tema trágico, O sumo sacerdote Coreso sacrificando-se para salvar Calirroé, que foi adquirido pelo rei Luís XV.
Entrou para a Academia Real (1765) e casou-se (1769) com Marie-Anne Gérard, e novamente viajou para a Itália, onde pintou uma série de desenhos de vistas e paisagens. Retornando a Paris (1773), reduziu sua pintura de paisagens com pequenas figuras, passando a se dedicar a reprodução de cenas domésticas e sentimentais.

## Influência na sua época
Fragonard foi tão ignorado, que Lübke, em sua História da Arte (1873) omite a menção de seu nome. No entanto, a influência de Fragonard na manipulação de cor local e expressiva não pode ser subestimada. Na última fase de sua vida pintou cenas de amor e da natureza e morreu em Paris, pobre e quase esquecido.

## Galeria

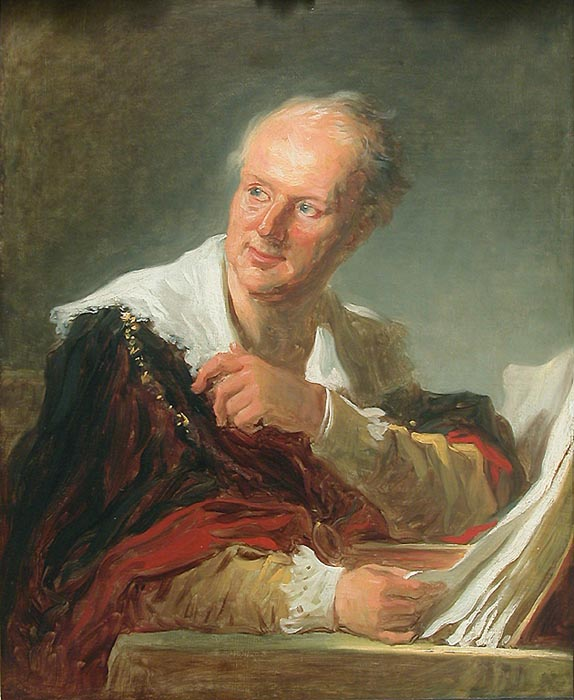
Retrato
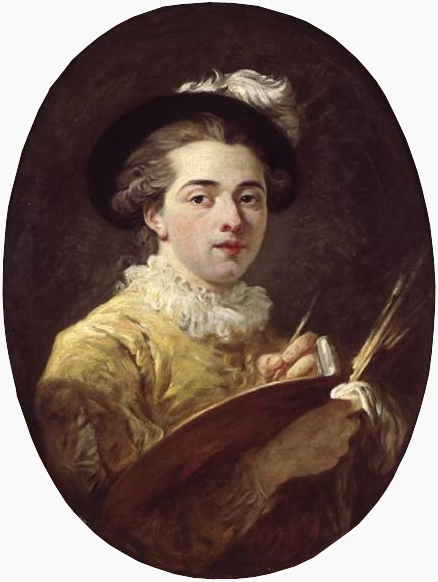
Auto-retrato
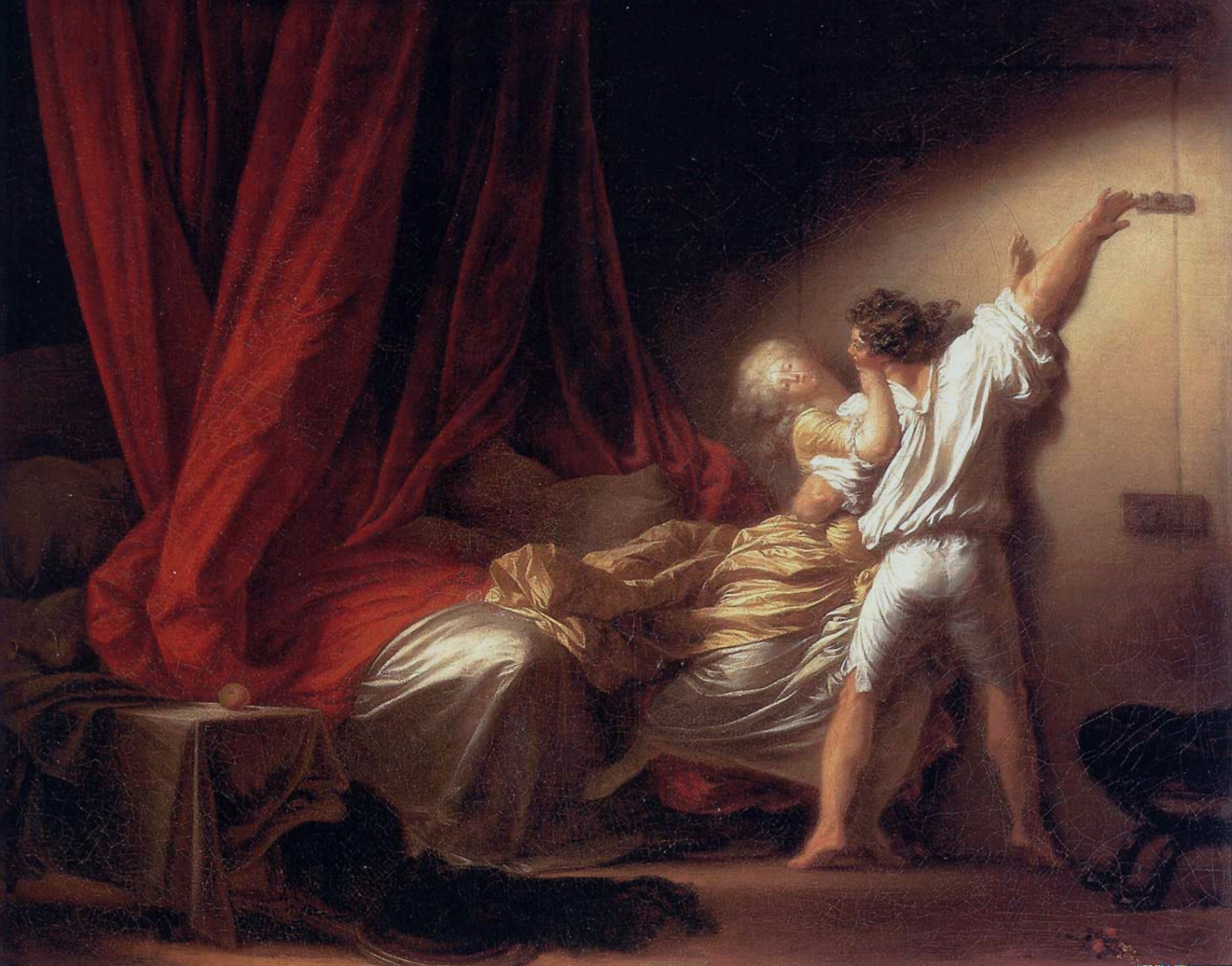
Le verrou, 1780
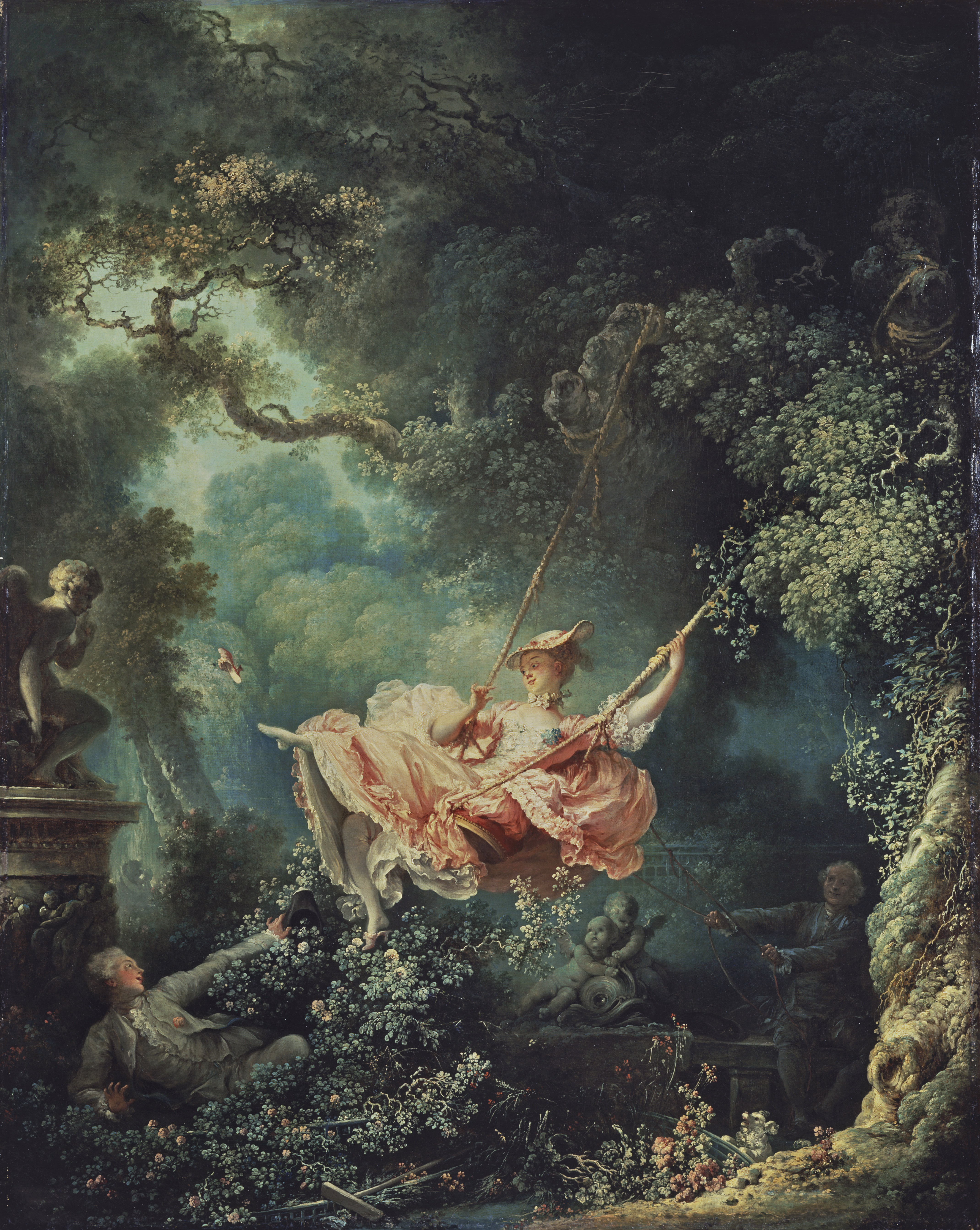
O Baloiço (The Swing)
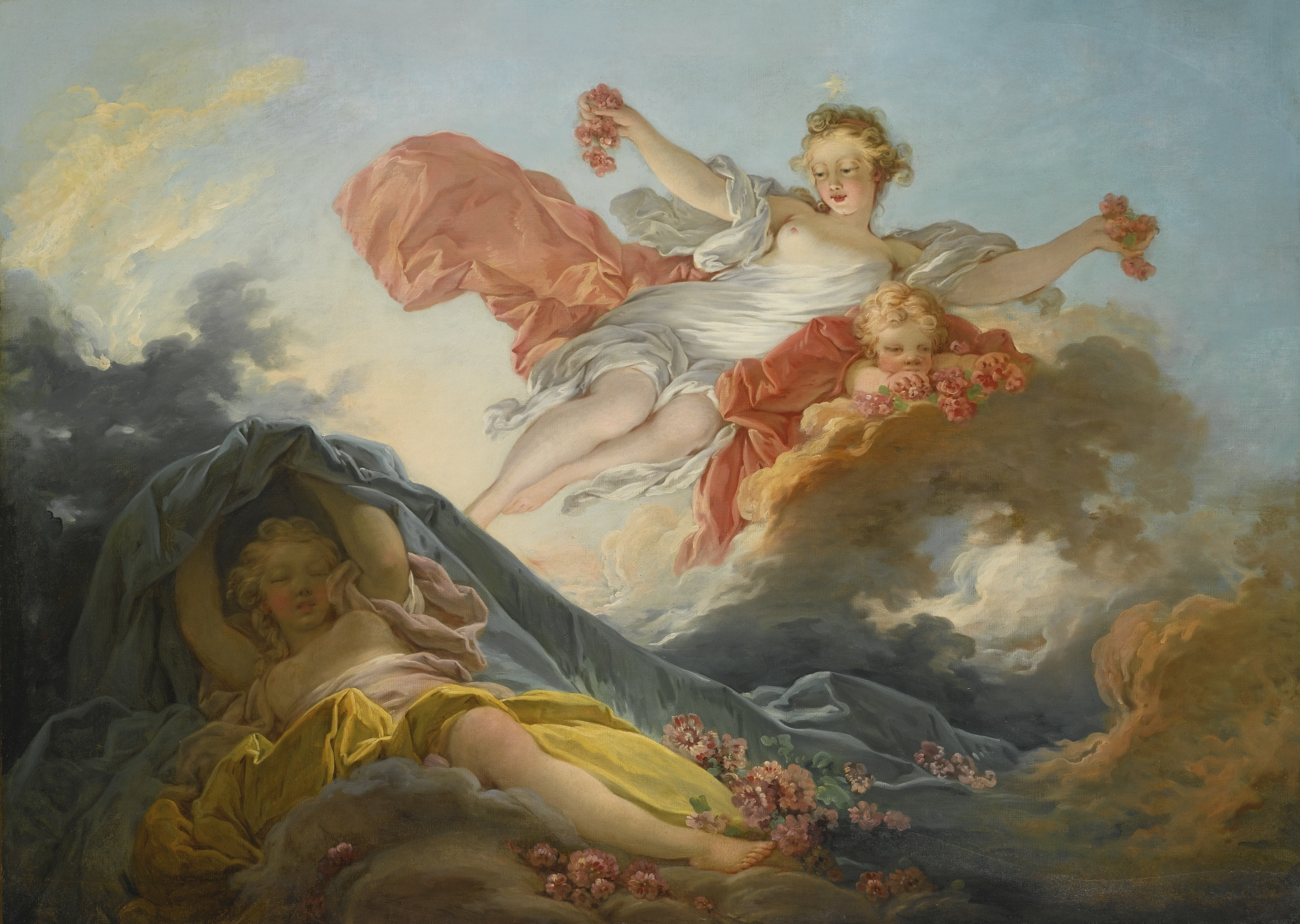
L'aurore
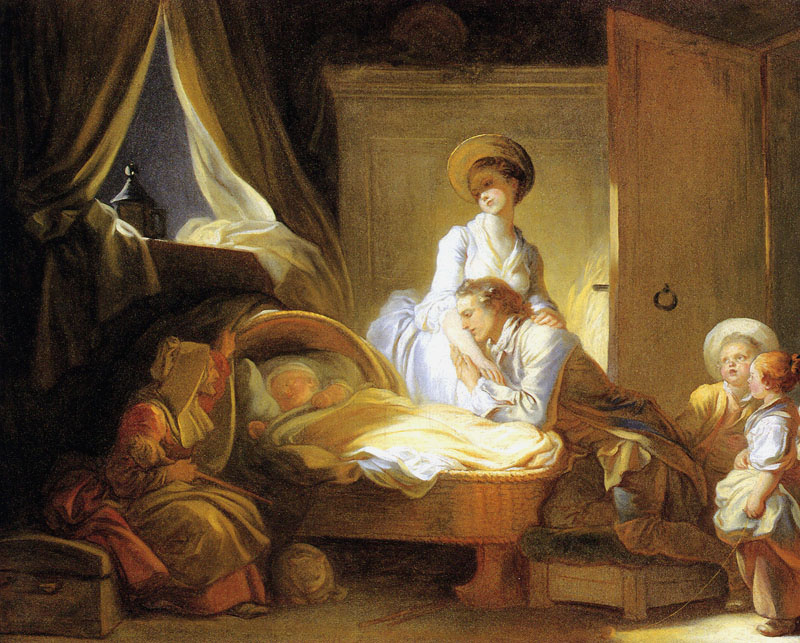
La visite à la nourrice
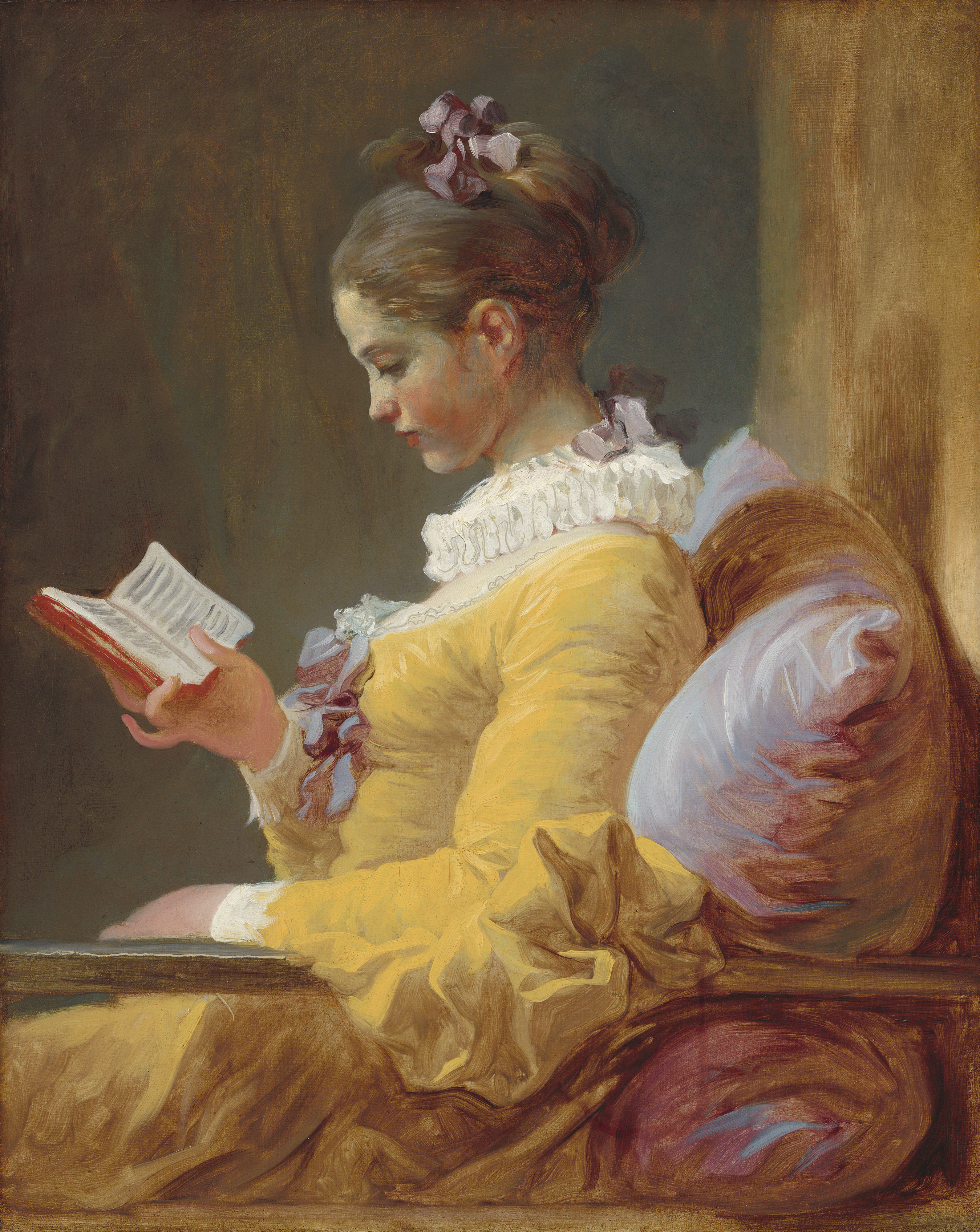
A Leitora